# Stylochus frontalis
Stylochus frontalis är en plattmaskart. Stylochus frontalis ingår i släktet Stylochus och familjen Stylochidae. Inga underarter finns listade i Catalogue of Life.